# تپه قشلاق خانه
تپه قشلاق خانه مربوط به هزاره ۴ تا ۲ قم است و در شهرستان بیجار، روستای قشلاق خانه واقع شده و این اثر در تاریخ ۱۹ مهر ۱۳۵۶ با شمارهٔ ثبت ۱۴۷۷ به‌عنوان یکی از آثار ملی ایران به ثبت رسیده است.